# Hallstahammar (đô thị)
Đô thị Hallstahammar (tiếng Thụy Điển: Hallstahammar kommun) là một đô thị ở hạt Västmanland của Thụy Điển. Thủ phủ là thị xã Hallstahammar. Dân số thời điểm 31 tháng 12 năm 2000 là 15064 người.